# Bắn chết Alton Sterling
Việc bắn chết Alton Sterling xảy ra vào ngày 5 Tháng 7 năm 2016, tại Baton Rouge, Louisiana. Sterling. Một người đàn ông 37 tuổi, người Mỹ gốc Phi, bị bắn nhiều lần sau khi đè xuống đất bởi hai nhân viên cảnh sát Baton Rouge. Cảnh sát đã tới vì 1 báo cáo rằng một người đàn ông mặc quần áo màu đỏ và bán đĩa CD đã dùng súng để đe dọa một người nào đó bên ngoài một cửa hàng tạp hóa. Việc chụp hình được ghi nhận bởi nhiều người đứng ngoài. Các video cho thấy có 1 cuộc xung đột và bắn ở một tầm rất gần.
Vụ nổ súng dẫn đến các cuộc biểu tình tại Baton Rouge  và một cuộc điều tra nhân quyền của Bộ Tư pháp Mỹ.